# 사다주
사다주(아랍어: صعدة)는 예멘 북서부에 위치한 주로, 주도는 사다이며 인구는 695,033명(2004년 기준), 면적은 14,364km2이다. 북쪽으로는 사우디아라비아와 인접해 있다.